# Слепчевић
Слепчевић је насеље у Србији у општини Шабац у Мачванском округу. Према попису из 2022. било је 1298 становника.

## Демографија
У насељу Слепчевић живи 1357 пунолетних становника, а просечна старост становништва износи 39,1 година (38,5 код мушкараца и 39,8 код жена). У насељу има 480 домаћинстава, а просечан број чланова по домаћинству је 3,57.
Ово насеље је великим делом насељено Србима (према попису из 2002. године), а у последња три пописа, примећен је пораст у броју становника.
|  |

| Демографија | Демографија | Демографија |
| Година      | Становника  | Становника  |
| ----------- | ----------- | ----------- |
| 1948.       | 1.258       |             |
| 1953.       | 1.343       |             |
| 1961.       | 1.489       |             |
| 1971.       | 1.486       |             |
| 1981.       | 1.564       |             |
| 1991.       | 1.600       | 1.573       |
| 2002.       | 1.714       | 1.775       |

| Етнички састав према попису из 2002.‍ | Етнички састав према попису из 2002.‍ | Етнички састав према попису из 2002.‍ | Етнички састав према попису из 2002.‍ | Етнички састав према попису из 2002.‍ |
| ------------------------------------ | ------------------------------------ | ------------------------------------ | ------------------------------------ | ------------------------------------ |
|                                      |                                      |                                      |                                      |                                      |
| Срби                                 | Срби                                 |                                      | 1.688                                | 98,48%                               |
| Југословени                          | Југословени                          |                                      | 12                                   | 0,70%                                |
| Македонци                            | Македонци                            |                                      | 3                                    | 0,17%                                |
| Руси                                 | Руси                                 |                                      | 1                                    | 0,05%                                |
| Муслимани                            | Муслимани                            |                                      | 1                                    | 0,05%                                |
| непознато                            | непознато                            |                                      | 9                                    | 0,52%                                |

| Година пописа     | 1948. | 1953. | 1961. | 1971. | 1981. | 1991. | 2002. |
| ----------------- | ----- | ----- | ----- | ----- | ----- | ----- | ----- |
| Број домаћинстава | 246   | 272   | 333   | 363   | 420   | 432   | 480   |

| Број чланова      | 1  | 2  | 3  | 4  | 5  | 6  | 7  | 8 | 9 | 10 и више | Просек |
| ----------------- | -- | -- | -- | -- | -- | -- | -- | - | - | --------- | ------ |
| Број домаћинстава | 81 | 86 | 77 | 85 | 62 | 63 | 14 | 9 | 1 | 2         | 3,57   |

| Пол    | Укупно | Неожењен/Неудата | Ожењен/Удата | Удовац/Удовица | Разведен/Разведена | Непознато |
| ------ | ------ | ---------------- | ------------ | -------------- | ------------------ | --------- |
| Мушки  | 715    | 223              | 441          | 31             | 18                 | 2         |
| Женски | 726    | 152              | 444          | 116            | 12                 | 2         |
| УКУПНО | 1.441  | 375              | 885          | 147            | 30                 | 4         |

| Пол    | Укупно                    | Пољопривреда, лов и шумарство | Рибарство                            | Вађење руде и камена | Прерађивачка индустрија       |
| ------ | ------------------------- | ----------------------------- | ------------------------------------ | -------------------- | ----------------------------- |
| Мушки  | 448                       | 255                           | 0                                    | 2                    | 47                            |
| Женски | 218                       | 148                           | 0                                    | 0                    | 15                            |
| УКУПНО | 666                       | 403                           | 0                                    | 2                    | 62                            |
| Пол    | Производња и снабдевање   | Грађевинарство                | Трговина                             | Хотели и ресторани   | Саобраћај, складиштење и везе |
| Мушки  | 7                         | 29                            | 30                                   | 9                    | 14                            |
| Женски | 0                         | 1                             | 15                                   | 8                    | 1                             |
| УКУПНО | 7                         | 30                            | 45                                   | 17                   | 15                            |
| Пол    | Финансијско посредовање   | Некретнине                    | Државна управа и одбрана             | Образовање           | Здравствени и социјални рад   |
| Мушки  | 0                         | 3                             | 8                                    | 2                    | 3                             |
| Женски | 1                         | 1                             | 0                                    | 6                    | 12                            |
| УКУПНО | 1                         | 4                             | 8                                    | 8                    | 15                            |
| Пол    | Остале услужне активности | Приватна домаћинства          | Екстериторијалне организације и тела | Непознато            | Непознато                     |
| Мушки  | 3                         | 0                             | 0                                    | 36                   | 36                            |
| Женски | 0                         | 0                             | 0                                    | 10                   | 10                            |
| УКУПНО | 3                         | 0                             | 0                                    | 46                   | 46                            |